# Ентоні Петтіс
Е́нтоні Пол Пе́ттіс (англ. Anthony Paul Pettis; *27 січня 1987, Мілвокі, Вісконсин, США) — американський спортсмен, професійний боєць змішаного стилю. Чемпіон світу зі змішаних бойових мистецтв у легкій ваговій категорії за версією WEC (2010 рік) та UFC (з 2013 року).

## Біографія
Ентоні Петтіс народився 27 січня 1987 року в місті Мілвокі, США, в родині мексиканки та пуерториканця. Його батько мав складнощі із законом, вживав наркотики, та врешті був убитий, коли Ентоні було 16 років. Родина жила скрутно. Мати віддала Ентоні та двох його братів у школу тхеквондо, аби зміцнити дітей фізично і морально. З часом всі троє братів стали майстрами цього бойового мистецтва (кожен має різні ступені чорного поясу). Брати зростали у кримінальному середовищі, сам Ентоні пригадував, що більшість його родичів так чи інакше належали до злочинного світу, а старший брат був першим з рідні, хто закінчив школу.

### Професійна кар'єра
Після отримання другого дану з тхеквондо Ентоні Петтіс шукав для себе нового виклику, і знайшов його у співпраці із багаторазовим чемпіоном світу з кікбоксингу Джеффом Руфусом, більш відомим на прізвисько Дюк. Руфус, який володів тренувальним центром у Мілвокі, проводив адаптацію ударників до змагань за змішаними правилами, де дозволена техніка боротьби. Після двох місяців занять з Руфусом Ентоні Петтіс вирішив присвятити себе змішаним бойовим мистецтвам.
Його дебют на професійній арені відбувся у січні 2007 року під егідою локального чемпіонату GFS. Свої перші п'ять поєдинків Петтіс завершив достроково: нокаутами та підкореннями. Перемога над Майком Ламбрехтом, базовим борцем, якого Ентоні відправив у нокаут хай-кіком, вивела Петтіс у претенденти на локальний чемпіонський титул, але коштувала йому травми плеча, яка ще рік заважала виступати повноцінно. Петтіс виборов звання чемпіона GFS влітку 2008 року і до кінця року встиг провести два захисти титулу, перш ніж його помітили скаути чемпіонатів, підконтрольних «Zuffa».

#### Перший чемпіонський титул
У 2009 році Ентоні Петтіс підписав угоду із «Zuffa» і дебютував у чемпіонаті WEC. У цьому ж році він зазнав першої поразки, поступившись очками Барту Палашевському. Поразка не вибила його з колії. Рівно через рік, здобувши три дострокові перемоги поспіль над Кастілло, Каралексісом та Роллером, отримавши дві премії за видовищну техніку («Нокаут вечора» та «Підкорення вечора»), Петтіс отримав право змагатись за титул чемпіона світу за версією WEC.
Бій за титул, який на той час належав Бену Хендерсону, пройшов на історично останньому турнірі WEC, 16 грудня 2010 року. Поєдинок, що був головною подією вечора, тривав всі п'ять раундів і став одним із найбільш видовищних боїв року. Бійці застосовували всю широту свого технічного арсеналу: різноманітну ударну техніку рук та ніг, спроби підкорення больовими та задушливими прийомами, ефектні маневри у стійці та в партері. Ініціатива бійців була змінною, успіх теж, але в цілому перевага була за Петтісом. Чемпіону важко давалось протистояння, його найуспішнішим раундом був перший, в той час як Петтіс з кожним раундом атакував все більш вдало та різноманітно. У п'ятому раунді він виконав те, що увійшло в історію змішаних бойових мистецтв під назвою «удар Петтіса» [Архівовано 12 березня 2013 у Wayback Machine.]: розпочавши дугову атаку на Хендерсона, який стояв біля краю клітки, Петтіс підстрибнув, у польоті відштовхнувся ногою від огорожі, і у польоті ж виконав круговий удар ногою, що відправив чемпіона у нокдаун. Цей комплекс рухів, що є поєднанням удару «каві чаґі» з арсеналу тхеквондо та технікою паркура, екс-чемпіон згодом охарактеризував як «видатний удар, подібного якому годі було чекати». Петтіс не встиг добити приголомшеного Хендерсона до кінця раунду, але ефектне завершення двобою забезпечило йому чемпіонський пояс. Обидва бійці були нагороджені премією «Бій вечора», видання «USA Today» та «MMA Fighting» визнали цей поєдинок «Боєм року», удар же Петтіса був включений у десятку найяскравіших спортивних подій 2010 року за версією ESPN. За підсумками 2010 року Ентоні Петтіс був удостоєний кількох премій від профільних видань, зокрема «Боєць року» та «Прорив року» від часопису «FIGHT! Magazine» та видання «Sherdog».

#### Другий чемпіонський титул
Чемпіонат WEC був поглинений галузевим гігантом, UFC, і весь штат бійців, включаючи Петтіса перейшов під нові стяги. Ентоні Петтісу було обіцяно позачерговий бій із чемпіоном UFC Френком Едгаром, але через драматичну нічию у бою останнього із Греєм Мейнардом, та реванш між ними, влаштований негайно, Петтіс мусив прийняти інший поєдинок — проти екс-чемпіона світу за версією Strikeforce Клея Ґвіди. Цей бій, який проходив у партері під повним контролем борця Ґвіди, Петтіс програв за очками, одностайним рішення суддів.
Йому знадобилося два роки на відновлення позицій у рейтингах та доведення власного права на реванш із Беном Хендерсоном, який за цей час завоював пояс чемпіона UFC. У 2012 – 2013 роках Петтіса переслідували травми, він навіть мусив відмовитись від запланованого спуску в напівлегку вагу заради позачергового титульного поєдинку проти багаторічного чемпіона Жозе Алду. Виступаючи з великими перервами Петтіс переміг нокаутами топ-бійців UFC Джо Лоузона та Дональда Серроне, за що двічі був удостоєний премії «Нокаут вечора» та отримав право бою за титул.
Довгоочікуваний реванш із Беном Хендерсоном пройшов у рідному місті Петтіса, Мілвокі, 31 серпня 2013 року. Бій, у якому оглядачі чекали повторення затяжного протистояння чемпіонів, протривав лише один раунд. Хендерсон активно нав'язував боротьбу Петтісу, і коли йому вдалось повалити Ентоні на покриття, той провів заломлення ліктьового суглоба — больовий прийом, від якого чемпіон здався. Титул чемпіона вдруге перейшов до Петтіса. Стрімке підкорення Хендерсона Петтісом було відзначене премією «Підкорення вечора», а особливої пікантності перемозі додав той факт, що Хендерсон мав чорний пояс із бразильського дзюдзюцу, а Петтіс лише пурпуровий, і виконаний ним прийом у дзюдзюцу є базовим.

### Особисте життя
Ентоні Петтіс одружений, виховує доньку. Його дружина Александра, також уродженка Мілвокі, старша за Ентоні на 7 років.
Двоє братів Петтіса, Рей (старший) та Серджіо (молодший), є тхеквондистами. Серджіо Петтіс пішов слідами Ентоні, розпочавши професійну кар'єру бійця змішаного стилю.

## Статистика в змішаних бойових мистецтвах
| Результат | Противник         | Спосіб                               | Раунд | Час  | Дата            | Місце           | Подія                            | Примітки                                                                             |
| --------- | ----------------- | ------------------------------------ | ----- | ---- | --------------- | --------------- | -------------------------------- | ------------------------------------------------------------------------------------ |
| Перемога  | Бен Хендерсон     | Підкорення (больовий прийом на руку) | 1     | 4:21 | 31 серпня 2013  | Мілвокі, США    | «UFC 164»                        | Виграв титул чемпіона у легкій ваговій категорії. Виграв премію «Підкорення вечора». |
| Перемога  | Дональд Серроне   | Нокаут (удар ногою)                  | 1     | 2:35 | 26 січня 2013   | Чикаго, США     | «UFC on Fox 6»                   | Виграв премію «Нокаут вечора».                                                       |
| Перемога  | Джо Лоузон        | Нокаут (удар ногою і удари кулаками) | 1     | 1:21 | 26 лютого 2012  | Сайтама, Японія | «UFC 144»                        | Виграв премію «Нокаут вечора».                                                       |
| Перемога  | Джеремі Стівенс   | Рішення суддів (роздільне)           | 3     | 5:00 | 8 жовтня 2011   | Х'юстон, США    | «UFC 136»                        |                                                                                      |
| Поразка   | Клей Ґвіда        | Рішення суддів (одностайне)          | 5     | 5:00 | 4 червня 2011   | Лас-Вегас, США  | «The Ultimate Fighter 13 Finale» |                                                                                      |
| Перемога  | Бен Хендерсон     | Рішення суддів (одностайне)          | 5     | 5:00 | 16 грудня 2010  | Ґлендейл, США   | «WEC 53»                         | Виграв титул чемпіона у легкій ваговій категорії. Виграв премію «Бій вечора».        |
| Перемога  | Шейн Роллер       | Підкорення (задушення ногами)        | 3     | 4:51 | 18 серпня 2010  | Лас-Вегас, США  | «WEC 50»                         | Виграв премію «Підкорення вечора».                                                   |
| Перемога  | Алекс Каралексіс  | Підкорення (задушення ногами)        | 2     | 1:35 | 24 квітня 2010  | Сакраменто, США | «WEC 48»                         |                                                                                      |
| Перемога  | Денні Кастілло    | Нокаут (удар ногою і удари кулаками) | 1     | 2:27 | 6 березня 2010  | Колумбус, США   | «WEC 47»                         | Виграв премію «Нокаут вечора».                                                       |
| Поразка   | Барт Палашевський | Рішення суддів (роздільне)           | 3     | 5:00 | 19 грудня 2009  | Лас-Вегас, США  | «WEC 45»                         |                                                                                      |
| Перемога  | Майк Кемпбелл     | Підкорення (задушення ногами)        | 1     | 1:49 | 7 червня 2009   | Сакраменто, США | «WEC 41»                         |                                                                                      |
| Перемога  | Ґейб Уолбрідж     | Технічний нокаут (удари кулаками)    | 1     | 0:56 | 13 грудня 2008  | Мілвокі, США    | «GFS: Season's Beatings»         |                                                                                      |
| Перемога  | Джей Елліс        | Підкорення (удари кулаками)          | 1     | 1:12 | 4 жовтня 2008   | Мілвокі, США    | «GFS 55»                         |                                                                                      |
| Перемога  | Шеррон Леджет     | Рішення суддів (роздільне)           | 3     | 5:00 | 21 червня 2008  | Мілвокі, США    | «GFS: Fight Club»                |                                                                                      |
| Перемога  | Майк Ламбрехт     | Нокаут (удар ногою)                  | 1     | 1:49 | 29 березня 2008 | Мілвокі, США    | «GFS: Knockout Kings»            |                                                                                      |
| Перемога  | Джордж Барразза   | Технічний нокаут (удари кулаками)    | 1     | 4:34 | 16 лютого 2008  | Мілвокі, США    | «GFS: The Warriors»              |                                                                                      |
| Перемога  | Майкл Скіннер     | Підкорення (удари кулаками)          | 1     | 0:36 | 1 грудня 2007   | Мілвокі, США    | «GFS: Seasons Beatings»          |                                                                                      |
| Перемога  | Лонні Ембдал      | Підкорення (травма)                  | 1     | 0:12 | 17 серпня 2007  | Грін-Бей, США   | «GFS: Rumble in the Cage»        |                                                                                      |
| Перемога  | Том Ерспамер      | Технічний нокаут (удари кулаками)    | 1     | 0:24 | 27 січня 2007   | США             | «GFS: Super Brawl»               |                                                                                      |